# Giampaolo Menichelli
Giampaolo Menichelli (ur. 29 czerwca 1938 w Rzymie) – włoski piłkarz.
Podczas swojej kariery grał dla AS Roma, S.S. Sambenedettese Calcio, Juventusu, Brescia Calcio i Cagliari Calcio. Występował w reprezentacji Włoch od 1962 do 1964 i uczestniczył w Mistrzostwach Świata w 1962.